# Monthly Review
Monthly Review és una revista socialista independent publicada 11 vegades a l'any a Nova York.
Va ser fundada per Paul Sweezy i Leo Huberman, professor d'economia de la Universitat Harvard, el 1949, convertint-se en el primer editor. El periòdic The New York Times va descriure Sweezy com «l'intel·lectual i editor marxista més destacat de la nació durant la Guerra Freda i l'era del maccarthisme», en els anys 50. Per aquest motiu va ser assenyalat i perseguit com a activista subversiu. El cas de Monthy Review va arribar a la Cort Suprema dels Estats Units i va ser considerat una fita en la lluita per la llibertat d'expressió.
Al primer número es va publicar el mític assaig d'Albert Einstein titulat Per què el socialisme? A més d'Einstein, altres col·laboradors de la revista han estat William Edward Burghard Du Bois, Jean-Paul Sartre, Fidel Castro, Che Guevara, Malcolm X, G. D. H. Cole, Eduardo Galeano, Charles Wright Mills, Daniel Ellsberg, Noam Chomsky, Edward Palmer Thompson, Ralph Miliband, Joan Robinson i Isabel Allende. La línia editorial d'aquesta publicació ha estat sempre antiimperialista, encara que s'ha mantingut independent dels compromisos polítics del moment.

## Editors
Monthly Review ha tingut sis editors fins avui: 
- Paul Sweezy, des de 1949 fins a la seva mort, el 2004.
- Leo Huberman, des de 1949 fins a la seva mort, el 1968.
- Harry Magdoff, des de 1969 fins a la seva mort, el 2006.
- Ellen Meiksins Wood, 1997-2000.
- Robert McChesney, 2000-2004.
- John Bellamy Foster, des de maig de 2000 fins a l'actualitat.[cita [cal citació]